# Сумчатый крот
Сумчатый крот (лат. Notoryctes typhlops) — вид из рода сумчатых кротов одноимённого семейства. Эндемик Австралии.

## Описание
Сумчатый крот длиной от 12,1 до 15,9 см и весом от 40 до 70 г. Хвост длиной от 2,1 до 2,6 см. Тело покрыто короткой, гладкой шерстью, обычно она кремово-белого цвета, но окиси железа в земле часто окрашивают её в красновато-коричневый цвет. Нос и рот коричневато-розовые. Вибриссы отсутствуют. Конической формы голова непосредственно переходит в тело. Короткие ноги очень сильно развиты и снабжены двумя пальцами с когтями. Части спины, морды и хвоста не покрыты шерстью, а кожа покрыта роговым образованием. Так как вид проводит большую часть своей жизни под землёй, у него отсутствуют органы зрения. Обе слезных железы и вомероназальный орган хорошо развиты. Предположительно, слезные железы очищают нос и вомероназальный орган и увлажняют их. Уши покрыты шерстью и не имеют ушной раковины. Животные могут слышать звуки в низкой полосе частот. Носовые отверстия — маленькие, вертикальные разрезы, расположенные непосредственно в нижней части морды. Мозг развит очень плохо. Железы секреции и обоняние хорошо развиты. Обоняние, вероятно, играет важную роль.
У сумчатого крота нет постоянной температуры тела, она колеблется от 15 до 30 °C. Это типичное явление для живущих под землёй млекопитающих. 

## Распространение
Область распространения охватывает пустынные области Западной Австралии, север Южной Австралии и Северную территорию. Вид предпочитает жить в песчаных дюнах и ландшафтах, поросших растениями рода Spinifex.

## Образ жизни
Подземный, роющий вид, который время от времени выходит на поверхность, особенно после дождя. Его норы находятся в песчаных дюнах и песчаных почвах вдоль русел рек. Животные спят под землёй. 
Сумчатый крот не строит постоянные системы нор, так как он зарывает за собой большинство туннелей. Выглядит это так, будто он плавает в песке. Его туннели расположены на глубине от 20 до 100, редко до 250 см. Разница температур по отношению к поверхности может составлять от 15 °C зимой до 35 °C летом. 
О социальном поведении и биологии размножения вида известно мало. Вероятно, ведёт одиночный образ жизни. Также неизвестно, как оба пола находят друг друга для спаривания. Предположительно, это происходит с помощью их хорошо развитого обоняния. Коммуникация между отдельными животными, вероятно, происходит с помощью низкочастотных звуков.

## Питание
О питании известно мало. Вероятно, это насекомоядное животное, хотя имеются наблюдения о питании семенами и мелкими ящерицами. Его излюбленным кормом являются личинки жуков. 